# Х̑
Cette page contient des caractères spéciaux ou non latins. S’ils s’affichent mal (▯, ?, etc.), consultez la page d’aide Unicode.
Х̑ (minuscule : х̑), appelé kha brève renversée, est une lettre additionnelle de l’écriture cyrillique qui a été utilisée dans l’écriture de l’aléoute. Elle est composée du kha ‹ Х › diacrité d’une brève renversée.

## Utilisations
En aléoute, ‹ х̑ › a représenté une consonne fricative uvulaire sourde [χ], aujourd’hui écrite avec le kha crocheté ‹ ӽ › de l’alphabet cyrillique aléoute ou le x circomflexe ‹ x̂ › de l’alphabet latin aléoute.

## Représentation informatique
Le kha brève renversée peut être représenté avec les caractères Unicode suivants :
- décomposé (cyrillique, diacritiques)[1],[2] :

| formes    | représentations | chaînes de caractères | points de code | descriptions                                                |
| --------- | --------------- | --------------------- | -------------- | ----------------------------------------------------------- |
| capitale  | Х̮               | Х◌̑                    | U+0425 U+0311  | lettre majuscule cyrillique kha diacritique brève renversée |
| minuscule | х̮               | х◌̑                    | U+0445 U+0311  | lettre minuscule cyrillique kha diacritique brève renversée |